# Theodor Svedberg (politiker)
Theodor Svedberg, född 10 maj 1817 i Edebo, död 16 juli 1877 i Stockholm, var en svensk bruksägare och riksdagsman.
Svedberg var disponent vid Hellefors bruk i Örebro län. Som politiker var han ledamot av riksdagens första kammare 1874-1877, invald i Kopparbergs läns valkrets.